# オンメディア
オンメディア（朝: 온미디어、英: On Media）は、韓国にかつて存在した放送局である。高周波にないケーブルや衛星放送を通じて放送を提供していた。
以前はオリオングループ&錦湖アシアナグループの系列会社であり、韓国で最も多いチャンネルをサービスしているボックス放送チャンネル業者（MPP）であった。
2010年にCJグループ傘下となり、2011年に他のCJグループ傘下の放送局とともに新会社CJ E&Mの放送事業部門に統合され、会社は消滅した。

## 放送チャンネル
- トゥーニバース
- OCN (ケーブルテレビ)
- キャッチ・オン
- SUPER ACTION
- パドックTV
- オン・スタイル
- オン・ゲームネット
- ストーリー・オン
- OCNシリーズ